# IZombie
iZombie (estilizado como iZOMBiE) é uma série de televisão americana desenvolvida por Rob Thomas e Diane Ruggiero-Wright, transmitida pela emissora The CW desde 17 de março de 2015, e estrelada por Rose McIver. A série é uma adaptação livre da série de histórias em quadrinhos de mesmo nome criada por Chris Roberson e Mike Allred, e publicado pela DC Comics com sua marca, Vertigo. A série foi oficializada no segundo semestre de 2013, com ordem de 13 episódios para a primeira temporada, que estreou em 17 de março de 2015. A segunda temporada foi lançada em 6 de outubro de 2015, a terceira temporada foi lançada em 4 de abril de 2017, a quarta temporada foi lançada em 26 de fevereiro de 2018, e a quinta temporada foi lançada em 2 de maio de 2019.

## Sinopse
Olivia "Liv" Moore, uma médica residente de Seattle, é transformada em uma zumbi quando vai a uma festa em um barco. Para lidar com seu novo apetite por cérebros, Liv consegue um emprego em um necrotério. Para que consiga sobreviver, Liv come os cérebros de vítimas de homicídio cujos corpos são entregues ao necrotério. Seu segredo é adivinhado por seu chefe, Ravi Chakrabarti. Gradualmente, Ravi se torna amigo e confidente de Liv e, como cientista, fica intrigado com a condição dela. Sempre que come o cérebro de uma vítima, Liv temporariamente herda alguns de seus traços de personalidade. Ela também herda visões da vítima que muitas vezes dão pistas sobre o assassinato. Essas visões podem ser geralmente desencadeadas por vistas (acontecimentos ou objetos) ou sons (frases repetidas). Liv usa esta nova habilidade para ajudar a Polícia de Seattle a resolver crimes, passando-se como psíquica, enquanto Ravi trabalha para desenvolver uma cura para o estado de Liv, na esperança de que um dia ela recupere sua vida antiga.

## Episódios
| Temporada | Temporada | Episódios | Episódios | Originalmente exibido   | Originalmente exibido |
| Temporada | Temporada | Episódios | Episódios | Estreia da temporada    | Final da temporada    |
| --------- | --------- | --------- | --------- | ----------------------- | --------------------- |
|           | 1         | 13        | 13        | 17 de março de 2015     | 9 de junho de 2015    |
|           | 2         | 19        | 19        | 6 de outubro de 2015    | 12 de abril de 2016   |
|           | 3         | 13        | 13        | 4 de abril de 2017      | 27 de junho de 2017   |
|           | 4         | 13        | 13        | 26 de fevereiro de 2018 | 28 de maio de 2018    |
|           | 5         | 13        | 13        | 2 de maio de 2019       | 1 de agosto de 2019   |

### 1ª temporada (2015)
Olivia "Liv" Moore é doce, disciplinada, e uma médica residente com sua trajetória de vida completamente traçada, porém tudo muda ao frequentar uma festa em um barco. Ao acordar, percebe uma fome insaciável por cérebros e notando ter sido transformada em zumbi. Agora, como morta-viva, consegue um emprego em um necrotério para ter acesso aos cérebros dos quais deve se alimentar para manter sua sobrevivência. Mas, a cada cérebro que ela consome, herda as memórias e a personalidade de quem ele habitava.

### 2ª temporada (2015–2016)
Alguns meses após o incidente na Cortes Nobres, Liv está tentando reacender o romance com Major enquanto Ravi está trabalhando na recriação da cura zumbi. Blaine é humano mais uma vez, mas ainda causa problemas. Além disso, existe um vilão ainda maior e mais poderoso do que Blaine por aí e está espionando todo mundo através da nova colega de quarto de Liv. A chegada de um assassino caótico que caça os zumbis também vira o mundo de Liv e Blaine de cabeça para baixo.

### 3ª temporada (2017)
Com o fim da Max Rager e após a descoberta que existem zumbis em Seattle, uma empresa militar chamada Fillmore-Graves é criada com o intuito de alimentar os zumbis da cidade com um tubo de cérebro, que contém vários cérebros misturados impedindo que quem consuma tenha visões ou altere sua personalidade. Com tudo isso, grupos extremistas anti-zumbis também são criados e fazem de tudo para provar ao mundo o que está acontecendo.

### 4ª temporada (2018)
Com metade de Seattle transformada em zumbi, uma crise de cérebros na Fillmore-Graves fez com que um pastor zumbi incentivasse seus fiéis à odiar e se possível sacrificar os humanos para que possam sobreviver. Enquanto essa crise tenta incansavelmente ser cessada por Angus McDonough (o pastor) e Chase Graves (CEO da Fillmore-Graves), uma “coiote” — Mama “Renegade” Leone — traz pessoas doentes de outras cidades para Seattle apenas para “curá-los” os transformando em zumbis.

### 5ª temporada (2019)
Com a Mama Leone morta, Liv assume o posto de coite e continua o trabalho da mulher, sendo um alvo constante da Fillmore-Graves. A briga entre zumbis e humanos se intensificam. Ravi entra para a horda de Liv, chegando cada vez mais perto da cura zumbi. Um grupo se infiltra no trabalho de coiote de Liv e tentam a todo custo matar todos os zumbis, mas o que surpreende mais a loira é saber quem era o líder deles.

## Elenco e personagens

### Principal
| Ator            | Personagem                 | Temporadas | Temporadas | Temporadas | Temporadas | Temporadas |
| Ator            | Personagem                 | 1          | 2          | 3          | 4          | 5          |
| --------------- | -------------------------- | ---------- | ---------- | ---------- | ---------- | ---------- |
| Rose McIver     | Olivia "Liv" Moore         | Principal  | Principal  | Principal  | Principal  | Principal  |
| Malcolm Goodwin | Clive Babineaux            | Principal  | Principal  | Principal  | Principal  | Principal  |
| Rahul Kohli     | Ravi Chakrabarti           | Principal  | Principal  | Principal  | Principal  | Principal  |
| Robert Buckley  | Major Lilywhite            | Principal  | Principal  | Principal  | Principal  | Principal  |
| David Anders    | Blaine "DeBeers" McDonough | Principal  | Principal  | Principal  | Principal  | Principal  |
| Aly Michalka    | Peyton Charles             | Recorrente | Recorrente | Principal  | Principal  | Principal  |
| Robert Knepper  | Angus McDonough            |            | Recorrente | Recorrente | Principal  |            |
| Bryce Hodgson   | Donald "Don E." Eberhard   |            | Recorrente | Recorrente | Recorrente | Principal  |

### Recorrente
| Molly Hagan             | Eva Moore                     | Recorrente   | Participação |              |              | Recorrente   |
| Nick Purcha             | Evan Moore                    | Recorrente   | Participação |              |              | Participação |
| Aliza Vellani           | Marcy Khan                    | Recorrente   |              |              |              |              |
| Aleks Paunovic          | Julien Dupont                 | Recorrente   |              |              |              |              |
| Bradley James           | Lowell Tracey                 | Recorrente   |              |              |              |              |
| Hiro Kanagawa           | Daniel Suzuki                 | Recorrente   |              |              | Participação |              |
| Steven Weber            | Vaughn Du Clark               | Recorrente   | Recorrente   |              |              |              |
| Leanne Lapp             | Rita Du Clark                 | Participação | Recorrente   |              |              |              |
| Matthew MacCaull        | Sebastian Meyer               | Recorrente   |              |              |              |              |
| Daran Norris            | Johnny Frost                  | Recorrente   | Participação | Recorrente   | Recorrente   | Participação |
| Carrie Anne Fleming     | Candy Baker                   | Participação | Recorrente   | Recorrente   | Recorrente   | Recorrente   |
| Marci T. House          | Lieutenant Devore             | Participação | Recorrente   | Recorrente   |              |              |
| Sarah-Jane Redmond      | Jackie                        | Recorrente   |              |              |              |              |
| Elise Gatien            | Corinne                       | Recorrente   |              |              |              |              |
| Dakota Daulby           | Tommy                         | Recorrente   |              |              |              |              |
| Ryan Beil               | Jimmy Hahn                    | Recorrente   | Participação | Recorrente   | Recorrente   | Recorrente   |
| Darryl Quon             | Luta                          | Recorrente   |              |              |              |              |
| Tanja Dixon-Warren      | Cissie                        | Recorrente   |              |              |              |              |
| Tim Chiou               | AJ Jin                        | Participação |              | Participação | Recorrente   | Participação |
| Jessica Harmon          | Dallas Anne "Dale" Bozzio     |              | Recorrente   | Recorrente   | Recorrente   | Recorrente   |
| Eddie Jemison           | Stacey Boss                   |              | Recorrente   | Recorrente   | Participação | Recorrente   |
| Greg Finley             | Drake Holloway                |              | Recorrente   | Participação |              |              |
| Andre Tricoteux         | Chief                         |              | Recorrente   | Participação |              |              |
| Kurt Evans              | Floyd Baracus                 |              | Recorrente   | Recorrente   | Recorrente   |              |
| Robert Salvador         | Detective Cavanaugh           |              | Recorrente   | Recorrente   | Recorrente   | Recorrente   |
| Cole Vigue              | Harris                        |              | Recorrente   | Recorrente   | Recorrente   | Recorrente   |
| Andrea Savage           | Vivian Stoll                  |              | Recorrente   | Recorrente   |              |              |
| Colin Lawrence          | Janko                         |              | Recorrente   |              |              |              |
| Nathan Barrett          | Tanner                        |              | Recorrente   | Recorrente   | Recorrente   | Participação |
| Patrick Gallagher       | Jeremy Chu                    |              | Recorrente   | Participação |              |              |
| Brooke Lyons            | Natalie                       |              | Participação | Recorrente   |              |              |
| Bradley Stryker         | Kenny                         |              | Recorrente   |              |              |              |
| Enrico Colantoni        | Lou Benedetto                 |              | Recorrente   |              | Participação |              |
| Yani Gellman            | Gabriel                       |              | Recorrente   |              |              |              |
| Debs Howard             | Steph                         |              | Recorrente   |              |              |              |
| Natasha Burnett         | Regina Sumner                 |              | Recorrente   |              |              |              |
| Miriam Flynn            | Mrs. Holloway                 |              | Recorrente   |              |              |              |
| Paul Anthony            | "Speedy" Pete                 |              | Recorrente   |              |              |              |
| Lola St. Vil            | Pam                           |              | Recorrente   |              |              |              |
| Justin Prentice         | Brody Johnson                 |              | Recorrente   |              |              |              |
| Jerry Trimble           | Roger Thrunk                  |              | Recorrente   |              |              |              |
| Ray Galletti            | Harry Cole                    |              | Recorrente   |              |              |              |
| Julian Paul             | Telly Levins                  |              | Recorrente   |              |              |              |
| Ted Cole                | Tim Addis                     |              | Recorrente   | Participação |              |              |
| Antonio Cayonne         | Colin Andrews                 |              | Recorrente   |              |              |              |
| Ken Marino              | Brandt Stone                  |              | Participação | Participação |              | Participação |
| Keith Dallas            | Billy Cook                    |              | Participação | Recorrente   |              |              |
| Rob Thomas              | Rob Thomas                    |              | Recorrente   |              |              |              |
| Tongayi Chirisa         | Justin Bell                   |              |              | Recorrente   | Participação | Recorrente   |
| Andrew Caldwell         | Harley Johns                  |              |              | Recorrente   |              |              |
| Jason Dohring           | Chase Graves                  |              |              | Recorrente   | Recorrente   |              |
| Ella Cannon             | Rachel Greenblatt             |              |              | Recorrente   | Participação |              |
| Anjali Jay              | Carey Gold                    |              |              | Recorrente   |              |              |
| Mike Dopud              | A.K. Fortesan                 |              |              | Recorrente   |              |              |
| Aidan Kahn              | Zach Stoll                    |              |              | Recorrente   |              |              |
| Ryan Jefferson Booth    | Dino                          |              |              | Recorrente   | Recorrente   |              |
| Christina Cox           | Katty Kupps                   |              |              | Recorrente   |              |              |
| Sarah Jurgens           | Shawna                        |              |              | Recorrente   |              |              |
| Ava Frye                | Tatum Weckler                 |              |              | Recorrente   |              |              |
| Anisha Cheema           | Patrice Gold                  |              |              | Recorrente   |              |              |
| Mateo Mingo             | Wally Reid                    |              |              | Recorrente   |              |              |
| Peter Kelamis           | Mr. Huntsman                  |              |              | Recorrente   |              |              |
| Gordon Michael Woolvett | James Weckler                 |              |              | Recorrente   |              |              |
| Kett Turton             | "Vampire" Steve               |              |              | Recorrente   | Recorrente   | Recorrente   |
| Adam Greydon Reid       | Hobbs                         |              |              |              | Recorrente   | Recorrente   |
| Jake Manley             | Fisher "Captain Seattle" Webb |              |              |              | Recorrente   |              |
| Jade Payton             | Jordan Gladwell               |              |              |              | Recorrente   | Recorrente   |
| Giacomo Baessato        | Russ Roche                    |              |              |              | Recorrente   |              |
| Nathanael Vass          | Reid Sackman                  |              |              |              | Recorrente   |              |
| Jaren Brandt Bartlett   | Tucker Fritz                  |              |              |              | Recorrente   |              |
| Nick Heffelfinger       | Mace                          |              |              |              | Recorrente   |              |
| Keenan Tracey           | Tim Timmerson                 |              |              |              | Recorrente   |              |
| Dawnn Lewis             | Mama "Renegade" Leone         |              |              |              | Recorrente   |              |
| Ryan Devlin             | Dalton                        |              |              |              | Participação | Recorrente   |
| Laura Bilgeri           | Sloane Mills                  |              |              |              | Participação | Recorrente   |
| Micah Steinke           | Stan                          |              |              |              | Recorrente   | Recorrente   |
| Christie Laing          | Michelle                      |              |              |              | Recorrente   | Recorrente   |
| Daniel Bonjour          | Levon Patch                   |              |              |              | Recorrente   |              |
| Elfina Luk              | Joyce Collins                 |              |              |              | Recorrente   | Recorrente   |
| John Emmet Tracy        | Enzo Lambert                  |              |              |              | Recorrente   | Recorrente   |
| Emy Aneke               | Matthew Voss                  |              |              |              | Recorrente   | Recorrente   |
| Francis Capra           | Baron                         |              |              |              | Participação | Recorrente   |
| Melissa O'Neil          | Suki                          |              |              |              | Recorrente   |              |
| Izabela Vidovic         | Isobel Bloom                  |              |              |              | Recorrente   |              |
| Nemo Cartwright         | "Crybaby" Carl                |              |              |              | Recorrente   | Recorrente   |
| Samuel Patrick Chu      | Curtis                        |              |              |              | Recorrente   | Recorrente   |
| Jennifer Irwin          | Dolly Durkins                 |              |              |              |              | Recorrente   |
| Gage Golightly          | Alice “Al” Bronson            |              |              |              |              | Recorrente   |
| Bill Wise               | Martin "Beanpole Bob" Roberts |              |              |              |              | Recorrente   |
| Valerie Tian            | Darcy Bennett                 |              |              |              |              | Recorrente   |
| Andrew Kavadas          | General Mills                 |              |              |              |              | Recorrente   |
| Quinta Brunson          | Dr. Charli Collier            |              |              |              |              | Recorrente   |

## Episódio piloto
O primeiro episódio, intitulado Piloto, foi escrito por Rob Thomas e também dirigido por ele, juntamente com Diane Ruggiero-Wright. O episódio foi exibido oficialmente em 17 de março de 2015 na emissora norte-americana The CW.

## Produção

### Desenvolvimento
Rob Thomas foi abordado pela Warner Brothers para desenvolver a série enquanto ele estava editando a versão cinematográfica do filme Veronica Mars. No início, ele recusou, mas a Warner Brothers insistiu, então ele finalmente assumiu o cargo. Antes de iZombie, Rob Thomas estava tentando lançar sua própria série de televisão zumbi. Quando a emissora AMC assumiu a série The Walking Dead, era "tão semelhante ao que estávamos fazendo, isso acabou de matar nosso projeto", disse Rob Thomas.
A atriz Alexandra Krosney originalmente interpretou o papel de Peyton Charles. Quando a série foi encomendada, a atriz foi substituída por Aly Michalka, e o papel foi mudado do elenco principal para o elenco recorrente. Mais tarde, Aly Michalka foi promovida para o elenco principal na terceira temporada da série. A atriz Nora Dunn foi inicialmente escalada para interpretar a mãe de Liv, mas isto foi alterado quando se percebeu que sua personagem iria desempenhar um papel menor do que inicialmente havia sido programado. Então, Nora Dunn foi substituída pela atriz Molly Hagan. Rob Thomas afirmou que esta mudança foi uma decisão financeira.
Os créditos de abertura para a série foram desenhados por Michael Allred, o artista principal da revista de história em quadrinhos original. O tema de abertura da série é "Stop, I'm Already Dead", de Deadboy & the Elephantmen.
Em 5 de outubro de 2015, a The CW deu ordem para cinco roteiros adicionais para a segunda temporada, e em 23 de novembro de 2015, a emissora encomendou seis episódios adicionais para a mesma temporada, totalizando um total de 19 episódios.
Em 22 de maio de 2016, foi anunciado que a atriz Aly Michalka seria promovida para o elenco principal da série na terceira temporada.

## Recepção

### Audiência
| Temporada | Temporada | Ep. 1 | Ep. 2 | Ep. 3 | Ep. 4 | Ep. 5 | Ep. 6 | Ep. 7 | Ep. 8 | Ep. 9 | Ep. 10 | Ep. 11 | Ep. 12 | Ep. 13 | Ep. 14 | Ep. 15 | Ep. 16 | Ep. 17 | Ep. 18 | Ep. 19 |
| --------- | --------- | ----- | ----- | ----- | ----- | ----- | ----- | ----- | ----- | ----- | ------ | ------ | ------ | ------ | ------ | ------ | ------ | ------ | ------ | ------ |
|           | 1         | 2.29  | 1.99  | 1.81  | 1.77  | 1.85  | 1.80  | 1.69  | 1.62  | 1.70  | 1.50   | 1.56   | 1.80   | 1.45   | N/A    | N/A    | N/A    | N/A    | N/A    | N/A    |
|           | 2         | 1.53  | 1.22  | 1.29  | 1.47  | 1.43  | 1.40  | 1.17  | 1.55  | 1.37  | 1.17   | 1.43   | 1.43   | 1.25   | 1.45   | 1.21   | 1.25   | 1.07   | 1.36   | 1.22   |
|           | 3         | 0.95  | 0.87  | 0.75  | 0.97  | 0.93  | 0.97  | 0.86  | 0.98  | 0.92  | 0.71   | 0.78   | 0.77   | 0.86   | N/A    | N/A    | N/A    | N/A    | N/A    | N/A    |
|           | 4         | 0.99  | 0.77  | 0.76  | 0.73  | 0.72  | 0.80  | 0.81  | 0.68  | 0.68  | 0.78   | 0.72   | 0.64   | 0.74   | N/A    | N/A    | N/A    | N/A    | N/A    | N/A    |

## Prêmios e indicações
| Ano  | Prêmio                     | Categoria                                                | Recipiente(s)                                                              | Resultado | Ref.   |
| ---- | -------------------------- | -------------------------------------------------------- | -------------------------------------------------------------------------- | --------- | ------ |
| 2015 | SXSW Film Festival         | Episodic                                                 | Diane Ruggiero e Rob Thomas                                                | Indicado  | [ 13 ] |
| 2015 | MTV Fandom Awards          | Best New Fandom of the Year                              | iZombie                                                                    | Venceu    | [ 14 ] |
| 2015 | Teen Choice Awards         | Choice TV: Breakout Show                                 | iZombie                                                                    | Indicado  | [ 15 ] |
| 2016 | Leo Awards                 | Best Cinematography in a Dramatic Series                 | Michael Wale em "Zombie Bro"                                               | Indicado  | [ 16 ] |
| 2016 | Leo Awards                 | Best Make-Up in a Dramatic Series                        | Amber Trudeau, Malin Sjostrom, Cory Roberts e Rebekah Bak em "Method Head" | Venceu    | [ 16 ] |
| 2016 | Teen Choice Awards         | Choice TV Show: Sci-Fi/Fantasy                           | iZombie                                                                    | Indicado  | [ 17 ] |
| 2016 | The Joey Awards, Vancouver | Young Actor in a TV Series Featured Role 11-16 Years     | Sean Quan                                                                  | Indicado  | [ 18 ] |
| 2017 | Teen Choice Awards         | Choice TV Show: Actress/Comedy                           | Rose McIver                                                                | Indicado  | [ 18 ] |
| 2017 | Young Entertainer Awards   | Best Guest Starring Young Actor 11 and Under - TV Series | Sean Quan                                                                  | Indicado  | [ 18 ] |
| 2018 | Teen Choice Awards         | Choice Sci-Fi/Fantasy TV Actress                         | Rose McIver                                                                | Indicado  | [ 18 ] |
| 2018 | Teen Choice Awards         | Choice Sci-Fi/Fantasy TV Show                            | iZombie                                                                    | Indicado  | [ 18 ] |